# Nilobezzia allotropica
Nilobezzia allotropica är en tvåvingeart som beskrevs av Jean-Jacques Kieffer 1913.
Nilobezzia allotropica ingår i släktet Nilobezzia och familjen svidknott. Inga underarter finns listade i Catalogue of Life.